# サコンナコーンFC
サコンナコーンFC（タイ語: สโมสรฟุตบอลจังหวัดสกลนคร, 英語: Sakon Nakhon Football Club）は、タイ王国のサコンナコーン県をホームタウンとするサッカークラブ。

## 歴史
2005年にプロヴィンシャル・リーグ（プロ・リーグ）の2部で準優勝し、1部に昇格した。2007年にタイ・ディヴィジョン1リーグ（2部）に加入したが、1シーズンでリージョナルリーグ・ディヴィジョン2（3部）に降格した。2009年に地域リーグが創設されると、東北部リーグに加入。

## タイトル

### 国内タイトル
- プロ・リーグ2
  - 準優勝 (1) :  2005

## 過去の成績
- 2005 プロ・リーグ2 : 2位 (昇格)
- 2006 プロ・リーグ1 : 13位
- 2007 タイ・ディヴィジョン1リーグ グループA : 10位 (降格)
- 2008 リージョナルリーグ・ディヴィジョン2 グループA : 11位
- 2009 リージョナルリーグ・ディヴィジョン2 東北部 : 9位
- 2010 リージョナルリーグ・ディヴィジョン2 東北部 : 8位
- 2011 リージョナルリーグ・ディヴィジョン2 東北部 : 10位
- 2012 リージョナルリーグ・ディヴィジョン2 東北部 : 14位
- 2013 リージョナルリーグ・ディヴィジョン2 東北部 : 11位